# Silvia Monfort

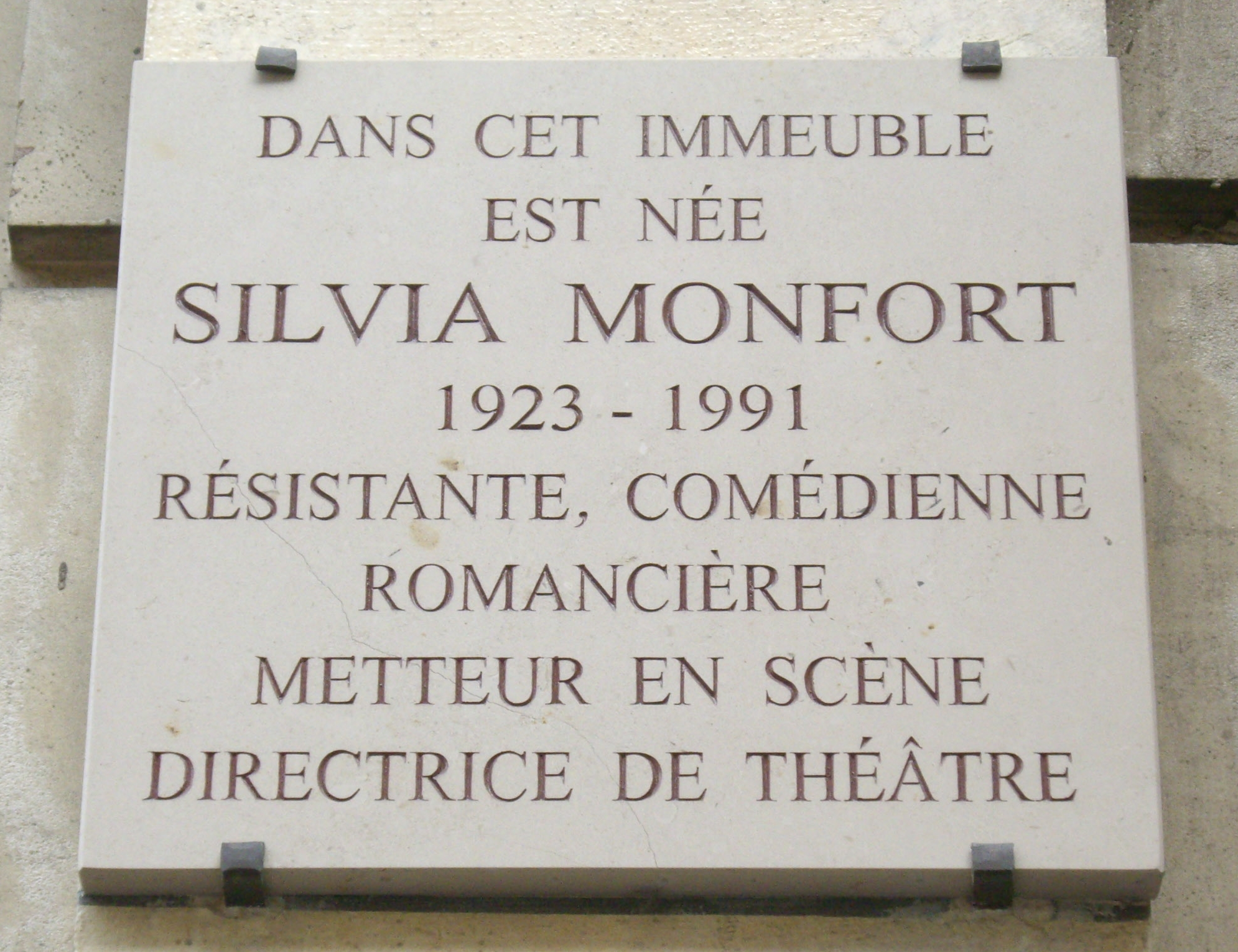
Placa conmemorativa con el nombre de Silvia Monfort.

Simonne Marguerite Favre-Bertin —conocida artísticamente como Silvia Monfort— (París, 7 de junio de 1923-Paris, 30 de marzo de 1991) fue una actriz y directora de escena francesa.

## Biografía
Hija del escultor Charles Favre-Bertin y esposa de Pierre Gruneberg.
Fue una gran intérprete de piezas clásicas y se la recuerda especialmente por su Fedra de Racine y Corneille
También como Electra y en obras de Federico García Lorca, Jean Cocteau, Tennessee Williams.
Se la recuerda por sus trabajos con Edwige Feuillère, Jean Vilar, Luchino Visconti, Agnès Varda y Gerard Philipe.
Participó en la resistencia y fue condecorada con la Croix de Guerre por el General De Gaulle y con la Estrella de Bronce por el General Patton.
Murió de cáncer de pulmón. Su marido estableció el premio homónimo en su memoria y el Théâtre Silvia-Monfort, en el Marais.

## Biografías
- Paul-Louis Mignon: Silvia Monfort.
- Régis Santon: Le Théâtre Silvia Monfort, L'Avant-Scène, 1973.
- Claude Parent: Le Quinzième arrondissement — Le Carré Silvia Monfort, Collection Paris et son patrimoine.
- Françoise Piazza: Silvia Monfort, Éditions Favre, 1988 ISBN 2828903583
- Guy Boquet et Jean-Claude Drouot: Le Parcours racinien de Silvia Monfort, Revue d'histoire du théâtre.
- Une vie de combat pour le théâtre, Paris,  ISBN 2717722823
- Françoise Piazza: Silvia Monfort: Vivre debout Éditions Didier Carpentier, Paris, 2011 ISBN 978-2841677191

## Publicaciones
- Il ne m'arrivera rien, Éditions Fontaine, Paris, 1946.
- Aimer qui vous aima, Éditions Julliard, Paris, 1951.
- Le Droit chemin, Éditions Julliard, Paris, 1954.
- La Raia (Les Mains pleines de doigts), Éditions Julliard, Paris, 1959.
- Les Ânes rouges, Éditions Julliard en 1966, Éditions du Rocher en 2003 (ISBN 2-268-04554-4).
- Une allure pour l'amour (L'Amble), Éditions Julliard en 1971, 1987 (ISBN 2-253-04055-X).
- Lettres à Pierre 1965-1991, réunies par Danielle Netter, Éditions du Rocher, Monaco, 2003 (ISBN 2-268-04552-8).

## Videografía
- L'Aigle à deux têtes, film de Jean Cocteau.
- Le Cas du docteur Laurent, film de Jean-Paul Le Chanois.
- Les Misérables, film de Jean-Paul Le Chanois.

## Prix Silvia-Monfort
Ganadores del Premio Silvia Monfort:
- Smadi Wolfman (1996)
- Rachida Brakni (1998)
- Mona Abdel Hadi (2000)
- Isabelle Joly (2002)
- Marion Bottolier (2004)
- Gina Djemba (2006)
- Camille de Sablet (2008)
- Lou Chauvain (2010)